# بوبر غربی
بوبر غربی (نام علمی: Arizelocichla tephrolaema) نام یک گونه از سرده بوبرهای آفریقایی است.